# Dronningborg Boldklub
Dronningborg Boldklub er en dansk fodbold- og håndboldklub beliggende i Randers-forstaden Dronningborg i Østjylland.
Klubben blev dannet i 1928 og blev i 1934 optaget i Jydsk Boldspil-Union. Siden 1971 har fodboldafdelingen haft sin hjemmebane på Tjærbygaard, og håndboldklubben i Dronningborghallen. På fodboldsiden har klubben hold i Jyllandsserien, ligesom den deltager i overbygningsklubben Randers FC, der blev stiftet i 2003. Håndboldafdelingen deltager i overbygningsklubberne Randers HK og Randers HH.
Den senere landsholdsspiller Erik Bo Andersen begyndte sin karriere i klubben. Ligeledes spillede Kasper Povlsen i klubben indtil 2003, hvor han skiftede til AGF. 